# Billingham
Billingham är en stad och civil parish i kommunen Borough of Stockton-on-Tees i norra England vid floden Tees mittemot Middlesbrough.
Staden var tidigare känd för sin kemisk industri, järnindustri och sina skeppsvarv.